# 19918 Stavby
19918 Stavby è un asteroide della fascia principale. Scoperto nel 1977, presenta un'orbita caratterizzata da un semiasse maggiore pari a 2,6477078 au e da un'eccentricità di 0,1341141, inclinata di 13,55066° rispetto all'eclittica.